# CCRE
CCRE株式会社（シー・シー・アール・イー）は、邦画の制作出資/配給・DVDビデオソフトの企画発売・出版などの事業を行う日本のエンタテインメント企業である。商号のCCREはCUSTOMER CONCIERGE RIGHTS ENGINEを短縮したものである。
2010年5月に破産手続開始となり、清算段階にある。

## 概要
2005年8月にTSUTAYAの運営で知られるカルチュア・コンビニエンス・クラブ（CCC）のコンテンツ企画グループの従業員が独立する形で、CCCから友好的MBOと事業譲渡を行い、CCRエンタテインメント株式会社として創業。同部門が行ってきたDVDビデオソフトの企画・発売や映画制作への出資・ライツ事業などを継承するとともに、出版業への参入など事業拡大を図ってきた。
経営陣らは「流通出身による 日本で唯一の『知的財産事業』の販売を行う会社」と定義していた。
主立った事業であるDVDビデオソフトの企画・発売に関しては、出資映画作品の他、お笑いタレント関係のタイトルや、過去に制作された旧作のテレビアニメーション作品のDVD化を多く手がけてきた（ソフト総数は200タイトル余りある）。特にオードリーがブレイクする前の時点でDVD化するなど結果的に先見の明の一面が見られた。
なお、知的財産事業の販売を謳っているが、一般的に作品の権利は原作者や制作プロダクションらの権利者が留保しており、あくまでDVD化に関する権利をライセンス供与で受ける形態の為、制作・版権管理・ソフト化をグループ内で手がけられる東宝・東映、フジメディアホールディングスなどのメディア企業、お笑いでは吉本興業、アニメ作品ではキティといった制作プロダクション機能が強い他社とは構造が異なり、大きな収益は見込めなかった。

## 倒産
映画・ライツ事業の不振に加え、DVDビデオソフトで実売数の伸び悩みが続く中においても新作タイトルの発売を続けたことで、返品在庫を多く抱え資金繰りの目処が付かなくなり、2010年3月に前触れ無く東京地裁へ民事再生法を申請。大株主であるCCCやオリコンは特別損失処理を余儀なくされた。
当初はスポンサー支援を得て事業継続を図るとしていたが、そのスポンサーが現れなかったことにより、翌5月に破産手続に移行した。このため事業継続を断念し、法人を清算する方向で処理が行われている。
なお、民事再生法申請直前までDVDソフトの発売を継続したため、マッハGoGoGo (第2作)や宇宙船サジタリウスなど、2010年前半に単巻（バラ）での発売あるいはレンタルが予定されていたテレビアニメ作品については途中で発売・供給が打ち切りとなっている。
事業がストップしているため、既発のタイトルについてもメーカー在庫からの取り寄せは不可で、流通在庫のみでしか入手できない可能性が高くなっている。

## 主な発売作品

### DVD
- グラップラー刃牙DVD（テレ東版・フリーウィル制作） - 初期の映像メディア化はビデオ版で、こちらは企画制作担当のフリーウィルより発売していた。
- ドゥニチラヴ
- 緊急発進セイバーキッズ

### CD
- Wedding Celebration

### 書籍
- おとなのアートBOOK きり絵